# Santa Lucía, Tierra Blanca
Santa Lucía är en ort i Mexiko.   Den ligger i kommunen Tierra Blanca och delstaten Veracruz, i den sydöstra delen av landet, 300 km öster om huvudstaden Mexico City. Santa Lucía ligger 34 meter över havet och antalet invånare är 254.
Terrängen runt Santa Lucía är mycket platt, och sluttar österut. Runt Santa Lucía är det ganska tätbefolkat, med 75 invånare per kvadratkilometer. Närmaste större samhälle är Poblado Cinco, 12,4 km öster om Santa Lucía. Omgivningarna runt Santa Lucía är en mosaik av jordbruksmark och naturlig växtlighet.